# Баянцогт
Баянцогт (монг. Баянцогт) — сомон аймака Туве, Монголия.
Центр сомона — Дунд Урт находится в 134 километрах от города Зуунмод и в 91 километре от столицы страны — Улан-Батора.
Есть школа, больница, культурный и торгово-обслуживающий центры.

## География
Сомон богат животным миром. Климат резко континентальный.

## Экономика
Население занимается земледелием, сеют кормовые культуры и овощи.

## Известные уроженцы
- Чимэдийн Цэвээн (1901-1956) — Заслуженный артист Монголии.